# صحم
شهرستان صحم (به عربی:  ولایة صحم ) یکی از شهرستان‌های استان باطنه شمالی در منطقهٔ باطنه در کشور پادشاهی عمان است.

## جمعیت
جمعیت آن در حدود ۴۵۶۱۸ هزار نفر می‌باشد.